# Rasbora daniconius
 Rasbora daniconius és una espècie de peix cipriniforme de la família dels ciprínids.

## Morfologia
Els mascles poden assolir els 15 cm de longitud total.

## Distribució geogràfica
Es troba des del riu Mekong fins al riu Indus i Sri Lanka, incloent-hi el nord de Malàisia.